# 21064 Yangliwei
21064 Yangliwei este un asteroid din centura principală, descoperit pe 6 iunie 1991, de Eric Elst.